# Лагу-да-Педра

Лагу-да-Педра на карте штата.

Лагу-да-Педра (порт. Lago da Pedra) — муниципалитет в Бразилии, входит в штат Мараньян. Составная часть мезорегиона Запад штата Мараньян. Входит в экономико-статистический микрорегион Пиндаре. Население составляет 46 083 человека на 2010 год. Занимает площадь 1240,446 км². Плотность населения — 37,15 чел./км².

## Демография
Согласно сведениям, собранным в ходе переписи 2010 г. Национальным институтом географии и статистики (IBGE), население муниципалитета составляет:
| Полное население                               | Полное население                               | Полное население                               | Полное население                               | 46 083 |
| ---------------------------------------------- | ---------------------------------------------- | ---------------------------------------------- | ---------------------------------------------- | ------ |
| в том числе:                                   | Городское население                            | 30 046                                         | Процент городского населения, %                | 65,20  |
|                                                | Сельское население                             | 16 037                                         | Процент сельского населения, %                 | 34,80  |
|                                                | Мужское население                              | 22 965                                         | Процент мужского населения, %                  | 49,83  |
|                                                | Женское население                              | 23 118                                         | Процент женского населения, %                  | 50,17  |
| Плотность населения, чел/км²                   | Плотность населения, чел/км²                   | Плотность населения, чел/км²                   | Плотность населения, чел/км²                   | 37,15  |
| Население муниципалитета в % к населению штата | Население муниципалитета в % к населению штата | Население муниципалитета в % к населению штата | Население муниципалитета в % к населению штата | 0,70   |

По данным оценки 2016 года, население муниципалитета составляет 48 992 жителя.

## История
Город основан 1 января 1952 года. 

## Статистика
- Валовой внутренний продукт на 2003 год составляет 45 197 297,00 реалов (данные: Бразильский институт географии и статистики).
- Валовой внутренний продукт на душу населения на 2003 год составляет 1090,01 реалов (данные: Бразильский институт географии и статистики).
- Индекс развития человеческого потенциала на 2000 год составляет 0,607 (данные: Программа развития ООН).